# USS García (FF-1040)
La USS García (FF-1040) fue una fragata de la Armada de los Estados Unidos, líder de su clase.

## Historia
Puesta en gradas el 16 de octubre de 1962, botada el 31 de octubre de 1963 y puesta en servicio el 21 de diciembre de 1964. Entró en servicio como destructor de escolta (DE) y en 1975 cambió por fragata (FF). Causó baja en 1988 y, al año siguiente, fue transferida bajo arriendo a Pakistán, pasando a llamarse PNS Saif (F-264). El contrato no fue renovado; fue desguazada.